# Liste der Stolpersteine in Gemünden am Main

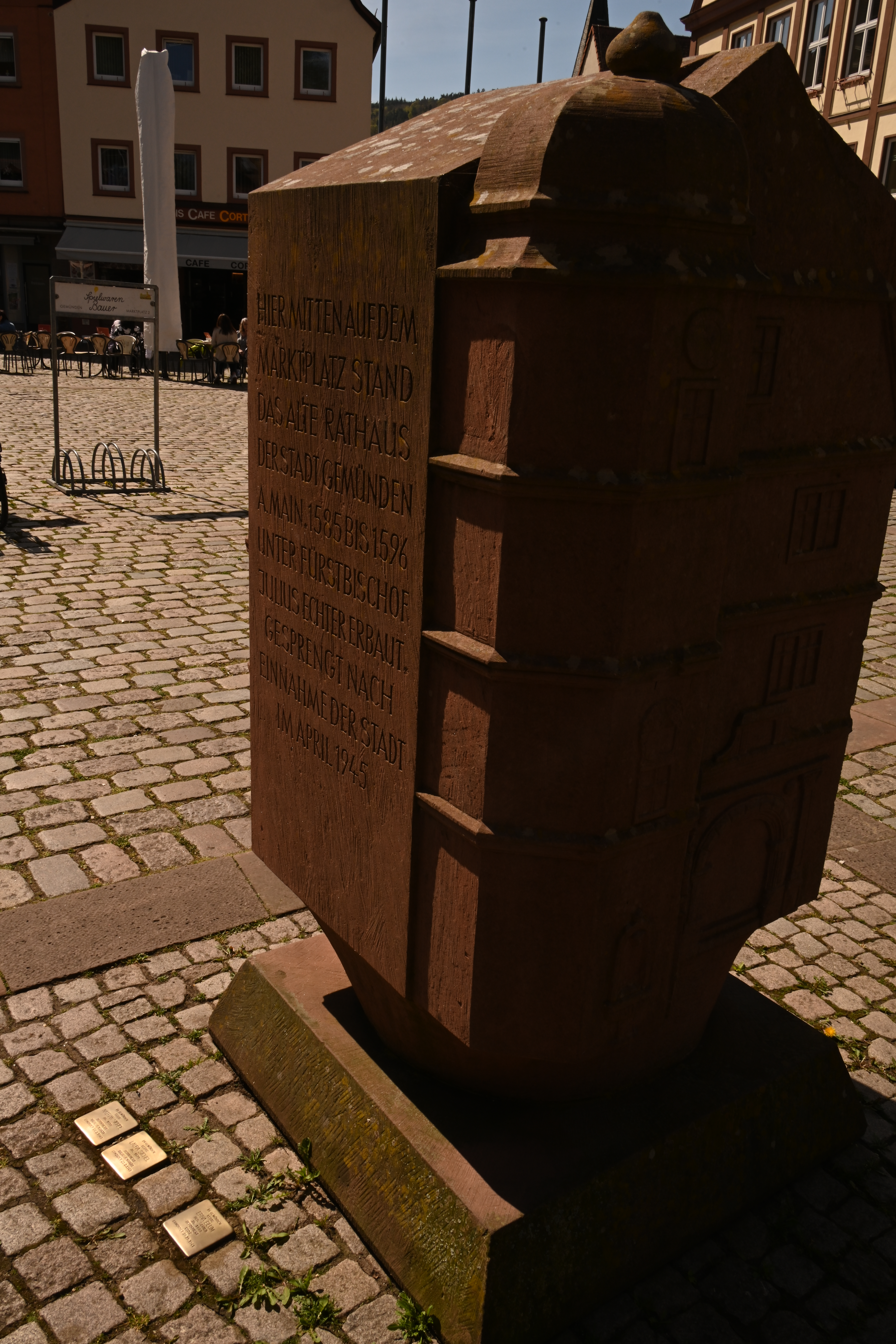
Stolpersteine am Marktplatz

Diese Liste der Stolpersteine in Gemünden am Main enthält die Stolpersteine, die im Rahmen des gleichnamigen Kunstprojekts von Gunter Demnig in der unterfränkischen Stadt Gemünden am Main verlegt wurden. Mit ihnen soll Opfern des Nationalsozialismus gedacht werden, die in Gemünden am Main lebten und wirkten.
Auf der Oberseite der Betonquader mit zehn Zentimeter Kantenlänge ist eine Messingtafel verankert, die Auskunft über Namen, Geburtsjahr und Schicksal der Personen gibt, derer gedacht werden soll. Die Steine sind in den Bürgersteig vor den ehemaligen Wohnhäusern der Opfer der nationalsozialistischen Gewaltherrschaft eingelassen.

## Verlegte Stolpersteine
In Gemünden am Main wurden acht Stolpersteine an vier Stellen verlegt.
| Stolperstein | Inschrift                                                                               | Verlegeort             | Name, Leben                                                                                             |
| ------------ | --------------------------------------------------------------------------------------- | ---------------------- | --- |
|              | HIER WOHNTE ERNA BLUM GEB. SCHILD JG. 1888 ŁÓDZ ERMORDET 20.10.1941                     | Marktplatz ·           | Erna Blum geb. Schild                                                                                   |
|              | HIER WOHNTE HEINEMANN GRÜNBAUM JG. 1865 DEPORTIERT THERESIENSTADT ERMORDET 11.2.1943    | Scherenbergstraße 11 · | Heinemann Grünbaum                                                                                      |
|              | HIER WOHNTE HEINRICH GRÜNBAUM JG. 1894 DEPORTIERT RICHTUNG OSTEN TOT AUF TRANSPORT 1942 | Obertorstraße 15 ·     | Heinrich Grünbaum                                                                                       |
|              | HIER WOHNTE ARTHUR KAHN JG. 1911 VERHAFTET 10.3.1933 DACHAU ERMORDET 12.4.1933          | Obertorstraße 26 ·     | Arthur Kahn (1911–1933)                                                                                 |
|              | IN GEMÜNDEN LEBTE LAURA SICHEL JG. 1879 DEPORTIERT THERESIENSTADT ERMORDET 22.2.1943    | Marktplatz ·           | Laura Sichel                                                                                            |
|              | IN GEMÜNDEN LEBTE NATHAN SICHEL JG. 1873 DEPORTIERT THERESIENSTADT ERMORDET 22.2.1943   | Marktplatz ·           | Nathan Sichel und seine Frau Laura betrieben ein Schuhgeschäft. Nathan war mehrere Jahre lang Stadtrat. |
|              | HIER WOHNTE FANNY WEINBERG GEB. KAHN JG. 1913 DEPORTIERT MINSK ERMORDET 12.11.1941      | Obertorstraße 26 ·     | Fanny Weinberg                                                                                          |
|              | HIER WOHNTE NATHAN WEINBERG JG. 1935 DEPORTIERT 1941 MINSK ERMORDET                     | Obertorstraße 26 ·     | Nathan Weinberg (1935–1941/45)                                                                          |

## Verlegedatum
- 28. September 2009

Drei der acht Stolpersteine in Gemünden am Main liegen am Rathaus-Gedenkstein am Marktplatz. Sie erinnern an Erna Blum, deren Wohnung in Gemünden nicht ermittelt werden konnte, und an das Ehepaar Sichel, deren Haus am heutigen Fischmarkt stand.
Die Stadt Gemünden und eine Schülergruppe des Friedrich-List-Gymnasiums beteiligten sich auch an einem weiteren Gedenkprojekt. Der Gemündener „Betonkünstler“ Paul Bode konzipierte das Mahnmal-Projekt „DenkOrt Deportationen 1941-1944“, welches die Verschleppung der unterfränkischen Juden thematisiert. Bode hat – stellvertretend für die jüdischen Gemeinden Gemünden und Adelsberg – jeweils einen Koffer aus Beton gegossen, zusätzlich einen Rucksack, mit dem an Nathan Weinberg erinnern werden soll, der als Fünfjähriger verschleppt und ermordet wurde.